# Clóvis de Barros Filho
Clóvis de Barros Filho (Ribeirão Preto, 21 de outubro de 1965) é um jornalista, filósofo e professor livre-docente na área de Ética da Escola de Comunicações e Artes da Universidade de São Paulo (ECA-USP). Dentre seus livros, publicou "Ética na Comunicação" (Summus, 2008), é co-autor de "O Habitus na Comunicação" (Paulus, 2003) e organizador de "Comunicação na Polis" (Vozes, 2002).

## Biografia
Nascido em Ribeirão Preto, Clóvis de Barros Filho é bacharel em Jornalismo pela Faculdade Cásper Líbero de São Paulo (1985) e em Direito pela Universidade de São Paulo (1986); especialista em Direito Constitucional (1988) e em Sociologia do Direito pela Université Panthéon-Assas de Paris (1989); mestre em Ciência Política pela Université Sorbonne Nouvelle de Paris (1990); e doutor em Ciências da Comunicação pela Universidade de São Paulo (2002). No ano de 2020 criou o podcast Inédita Pamonha, em parceria com a Revista Inspire-C.

## Publicações
- A Política da Constituinte (1988)
- A Constituição Desejada (1990)
- Ética na Comunicação: da informação ao receptor (1995)
- As Fontes da Informação (1997) com Estéban Lopez Escobar, Luís Mauro Sá Martino e Pedro Lozano Bartolozzi
- Mídia e Ética (1998) com Erasmo de Freitas Nuzzi
- O Habitus na Comunicação (2003) com Luís Mauro Sá Martino ISBN 978-85-3492-041-4
- Comunicação na Polis (2004)  ISBN 978-85-3262-756-8
- Devaneios sobre a atualidade do Capital (2005) ISBN 978-85-6801-402-8
- Comunicação do Eu: Ética e Solidão (2006) com Felipe Tavares Paes Lopes e Bernardo Issler ISBN 978-85-3263-099-5
- Comunicação e Práticas de Consumo (2007) com Gisela Castro ISBN 978-85-0206-441-6
- Ética e Comunicação Organizacional (2007) com Felipe Tavares Paes Lopes, Júlio César Pompeu, Gisela Castro, Vladimir Safatle e Mariângela Machado Toaldo ISBN 978-85-3492-739-0
- Ética na Comunicação (2008) ISBN 978-85-3230-506-0
- Ética e Agir Comunicativo (2009) com Felipe Tavares Paes Lopes e Júlio César Pompeu
- Teorias da comunicação em jornalismo: reflexões sobre a mídia (2010) com Felipe Tavares Paes Lopes e Luiz Peres-Neto ISBN 978-85-0210-978-0
- A Vida Que Vale A Pena Ser Vivida (2010) com Arthur Meucci ISBN 978-85-3263-958-5
- O Executivo e o Martelo: Reflexões Fora da Caixa Sobre Ética Nos Negócios (2013) com Arthur Meucci ISBN 978-85-6548-220-2
- A Filosofia Explica as Grandes Questões da Humanidade (2013) com Júlio César Pompeu ISBN 978-85-7734-379-9
- Corrupção: Parceria Degenerativa (2014) com Sérgio Praça ISBN 978-85-6177-363-2
- Ética e Vergonha na Cara! (2014) com Mario Sergio Cortella ISBN 978-85-6177-348-9
- Somos todos canalhas (2015) com Júlio Pompeu ISBN 978-85-7734-528-1
- Felicidade ou morte (2016) com Leandro Karnal ISBN 978-85-6177-389-2
- Em busca de nós mesmos (2017) com Pedro Calabrez ISBN 978-85-6801-445-5
- O que move as paixões (2017) com Luiz Felipe Pondé ISBN 978-85-9555-007-0
- A Monja e o Professor (2018) ISBN 978-85-465-0129-8
- Shinsetsu: O poder da gentileza (2018) ISBN 978-85-4221-306-5
- Deuses Para Clarice (2018) ISBN 978-85-5717-283-8
- Reputação: um eu fora do meu alcance (2019) com Luiz Peres-Neto ISBN 978-85-9508-495-7
- A felicidade é inútil (2019) ISBN 978-65-5047-022-7
- Tesão de Viver (2020) com Júlio Pompeu
- Epaminondas:o gato explicador(2022)